# Al-Inshirah

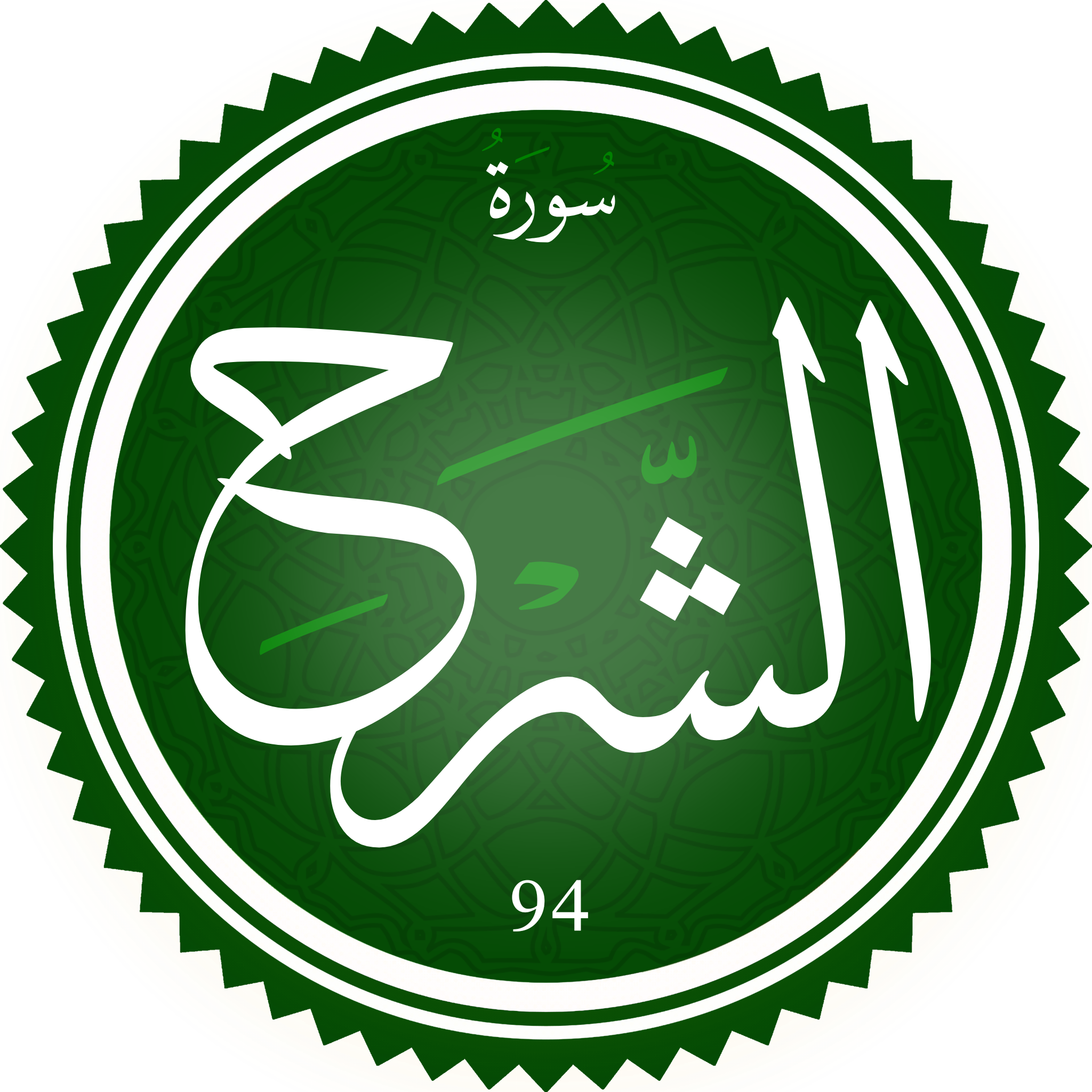
Sura al-Sharh.

Al-Inshirah eller Ash-Sharḥ (arabiska: الإنشراح al-ʾInširāḥ, "Har vi inte öppnat ditt bröst?") är den nittiofjärde suran i Koranen med 8 verser (ayah). Den skall ha uppenbarats för profeten Muhammed under dennes period i Mekka. Surans ledvers är "på prövningen följer lättnad", vilket repeteras i vers 5 och 6.